# Eugaleruca
Eugaleruca là một chi bọ cánh cứng trong họ Chrysomelidae.
Chi này được miêu tả khoa học năm 1922 bởi Laboissiere.

## Các loài
Các loài trong chi này gồm:
- Eugaleruca bonhourei Laboissiere, 1922
- Eugaleruca congoensis Laboissiere, 1922
- Eugaleruca testacea Laboissiere, 1922
- Eugaleruca tibialis Laboissiere, 1922